# Archimedes Messina
Archimedes Messina (São Paulo, 6 de junho de 1932 — São Paulo, 31 de julho de 2017) foi um compositor, jornalista, publicitário e radialista brasileiro. 

## Biografia
Filho de Serafim Messina e Conceição Cafisso, nasceu no bairro da Liberdade na capital paulista.
Começou como radioator e depois compositor de radionovelas, chegando a ser diretor da Rádio São Paulo em 1950. Mais tarde, passou a escrever programas de rádio.
A primeira foi para o drama "Aqueles olhos azuis". Em 1957, fez a marchinha de carnaval "Faz um quatro aí", que o colega de rádio, o humorista Chocolate, gravou. Um amigo dos corredores das radionovelas, Jorge Adib, percebendo o gosto pela música e a facilidade com que compunha canções rápidas, o convenceu a sair da rádio para trabalhar com ele na Multi Propaganda. Só que Archimedes, querendo um pouco mais, aceitou o desafio proposto por Adib e foi para a agência compor jingles. Três anos depois, integrava o elenco de compositores da Sonotec, onde durante 15 anos compôs os jingles da Varig, como Urashima Tarô e do Seu Cabral além de ter composto o jingle para o Café Seleto.
Destacou-se como compositor de jingles, além de ter também feito sucessos como compositor. Messina compunha através de uma caixinha de fósforos já que não era músico profissional.

## Tema do Programa Silvio Santos
Em 1965, Silvio Santos procurou Messina para compor a música de abertura de seu programa. Uma semana depois Messina apresentou a gravação da música para o apresentador que iria estrear na Rádio Nacional de São Paulo.. A música com arranjo de Renato Oliveira tornou-se tema de abertura do Programa Silvio Santos. Messina porem não recebeu os direitos autorais da música. A música-tema também serviu para embalar a rápida candidatura de Silvio Santos nas Eleições 1989. Messina entrou com ação da Justiça em novembro de 2001 contra o SBT e teve ganho de causa. O SBT ficou oito anos sem tocar a música-tema de Silvio até que em 2009 voltou a tocar a música. Em 2010, o caso novamente é levado a Justiça e o SBT é condenado a pagar R$ 1.400.000,00 de indenização ao compositor e novamente o SBT não tocou mais a música-tema tendo que recorrer as outras trilhas.. Em 2013 Silvio chegou a um acordo com Archimedes e em março voltou a tocar a música-tema.

## Morte
Archimedes faleceu em 31 de julho de 2017, aos 85 anos, após não resistir a uma ruptura no vaso do fígado.